# Hikari (filme)
Hikari (ou Esplendor em Portugal e no Brasil) é um filme de drama japonês de 2017 dirigido e escrito por Naomi Kawase. Protagonizado por Masatoshi Nagase e Ayame Misaki, estreou no Festival de Cannes 2017, no qual competiu para a Palm d'Or. Venceu o prêmio ecumênico do júri no mesmo festival.

## Elenco
- Masatoshi Nagase - Masaya Nakamori
- Ayame Misaki - Misako Ozaki
- Noémie Nakai
- Chihiro Ohtsuka
- Kazuko Shirakawa
- Tatsuya Fuji - Kitabayashi